# Třída M23
Třída M23 je perspektivní třída miniponorek Katarského námořnictva. Celkem byly objednány dvě jednotky této třídy.

## Stavba
První informace o katarských miniponorkách pocházejí z počátku roku 2020. Kontrakt na stavbu dvou miniponorek a výcvikového systému získala italská loděnice Fincantieri, která sama staví plnohodnotné ponorky. Fincantieri však vlastní společnost GSE Trieste (Giunio Santi Engineering, dříve Maritalia), mající dlouhou tradici stavby miniponorek (nejznámější je její vojenský typ Maritalia 3GST9). Miniponorky M23 tak vznikají ve spin-off firmě GSE Trieste pojmenované M23 S.R.L. a sídlící ve stejném závodu v Ciseranu v provincii Bergamo. V létě 2024 byl prototyp ponorky pozorován při zkouškách v La Spezia. Na polském veletrhu MSPO 2024 byl vystaven model ponorky M23.

## Konstrukce
Posádku tvoří šest osob, přičemž ponorka může přepravovat šestičlenný výsadek. Ponorka může být vyzbrojena dvěma 533mm torpédy, lehkými torpédy, nebo námořními minami. Pohonný systém tvoří diesel o výkonu 200 kW a elektromotor o výkonu 70 kW, pohánějící jeden lodní šroub. Nejvyšší rychlost dvanáct uzlů. Dosah 2200 námořních mil. Operační hloubka ponoru 200 metrů.